# Alvito (Itália)
Alvito é uma comuna italiana da região do Lácio, província de Frosinone, com cerca de 3.032 habitantes. Estende-se por uma área de 52 km², tendo uma densidade populacional de 58 hab/km². Faz fronteira com Atina, Campoli Appennino, Casalvieri, Gallinaro, Pescasseroli (AQ), Posta Fibreno, San Donato Val di Comino, Vicalvi.

## Demografia
| Variação demográfica do município entre 1861 e 2011                               |
|                                                                                   |
| Fonte: Istituto Nazionale di Statistica (ISTAT) - Elaboração gráfica da Wikipedia |

## História
O nome deriva de mons Albetum.
As primeiras referências escritas datam do ano de 967 (Civitas Sancti Urbani), porém a fundação do primeiro núcleo de Alvito remonta a 1096.
Nos séculos sucessivos, o desenvolvimento demográfico e económico foi mais forte na zona mais alta da cidade (o Castelo). Ao longo do século XIII Alvito passou a ser dominado pela poderosa família dos condes de Aquino e no final do século da família Cantelmo.
Rostaino Cantelmo reconstruiu o castelo em 1350, porém destruído no ano seguinte por um terramoto.